# Escritório de jardim
Um escritório de jardim é um escritório que fica em um jardim. Geralmente é separado de uma casa, sendo utilizado como um espaço de escritório dedicado para um profissional que trabalha em casa ou por um negócio feito em casa.
No Reino Unido, a permissão de planeamento não é normalmente necessária para um escritório de jardim, se ele é similar em tamanho e construção de um abrigo de jardim. O custo vai depender das instalações e será entre £ 5.000 e £ 60.000. Telefone e acesso à Internet pode ser necessário e talvez isso possa ser alcançado pelo uso de uma rede sem fio baseada na casa onde ficar esse alojamento.

## Usuários famosos
- Philip Pullman[1]